# Zürich Renegades 2024
Questa voce raccoglie le informazioni riguardanti gli Zürich Renegades nelle competizioni ufficiali della stagione 2024.

## Lega Nazionale A 2024

### Stagione regolare
| Witikon 14 aprile 2024, ore 14:30 4ª giornata | Zürich Renegades | 32 – 14 referto | Winterthur Warriors | Sportplatz Looren\| Arbitro: \| Strähl \| |
| Arbitro:                                      | Strähl           |                 |                     |                                           |

| Berna 28 aprile 2024, ore 14:00 Recupero 5ª giornata | Bern Grizzlies | 21 – 68 referto | Zürich Renegades | Stadio di atletica leggera Wankdorf\| Arbitro: \| Strähl \| |
| Arbitro:                                             | Strähl         |                 |                  |                                                             |

| Witikon 5 maggio 2024, ore 14:30 7ª giornata | Zürich Renegades | 29 – 24 referto | Geneva Seahawks | Sportplatz Looren\| Arbitro: \| Waldburger \| |
| Arbitro:                                     | Waldburger       |                 |                 |                                               |

| Witikon 12 maggio 2024, ore 14:30 8ª giornata | Zürich Renegades | 27 – 34 referto | Gladiators Beider Basel | Sportplatz Looren\| Arbitro: \| Zwicker \| |
| Arbitro:                                      | Zwicker          |                 |                         |                                            |

| Witikon 26 maggio 2024, ore 14:30 10ª giornata | Zürich Renegades | 35 – 42 referto | Calanda Broncos | Sportplatz Looren\| Arbitro: \| Urben \| |
| Arbitro:                                       | Urben            |                 |                 |                                          |

| Winterthur 1º giugno 2024, ore 18:00 11ª giornata | Winterthur Warriors | 35 – 34 referto | Zürich Renegades | Stadion Schützenwiese\| Arbitro: \| Waldburger \| |
| Arbitro:                                          | Waldburger          |                 |                  |                                                   |

| San Gallo 8 giugno 2024, ore 18:00 12ª giornata | Sankt Gallen Bears | 31 – 34 referto | Zürich Renegades | Leichtathletikanlage Neudorf\| Arbitro: \| Urben \| |
| Arbitro:                                        | Urben              |                 |                  |                                                     |

| Thun 15 giugno 2024, ore 18:00 13ª giornata | Thun Tigers | 36 – 57 referto | Zürich Renegades | Stadion Lachen\| Arbitro: \| Böni \| |
| Arbitro:                                    | Böni        |                 |                  |                                      |

| Witikon 23 giugno 2024, ore 14:00 14ª giornata | Zürich Renegades | 34 – 19 referto | Sankt Gallen Bears | Sportplatz Looren\| Arbitro: \| Urben \| |
| Arbitro:                                       | Urben            |                 |                    |                                          |

| Coira 30 giugno 2024, ore 14:00 Recupero 2ª giornata | Calanda Broncos | 41 – 0 referto | Zürich Renegades | Obere Au\| Arbitro: \| Fouillet \| |
| Arbitro:                                             | Fouillet        |                |                  |                                    |

## Playoff
| Basilea 6 luglio 2024, ore 17:15 Semifinale | Gladiators Beider Basel | 13 – 22 referto | Zürich Renegades | Stadion Rankhof\| Arbitro: \| Jordan \| |
| Arbitro:                                    | Jordan                  |                 |                  |                                         |

| Grenchen 13 luglio 2024, ore 18:00 Swiss Bowl | Calanda Broncos                                               | 35 – 14 referto | Zürich Renegades | Stadion Brühl\| Arbitri: \| Strähl Meier Steinmüller Bundi Birnbaum Fouillet Svoboda Böni \| |
| Arbitri:                                      | Strähl Meier Steinmüller Bundi Birnbaum Fouillet Svoboda Böni |                 |                  |                                                                                              |

## Statistiche di squadra
| Competizione      | %Vittorie | In casa | In casa | In casa | In casa | In casa | In casa | In trasferta | In trasferta | In trasferta | In trasferta | In trasferta | In trasferta | Totale | Totale | Totale | Totale | Totale | Totale |
| Competizione      | %Vittorie | G       | V       | N       | P       | Pf      | Ps      | G            | V            | N            | P            | Pf           | Ps           | G      | V      | N      | P      | Pf     | Ps     |
| ----------------- | --------- | ------- | ------- | ------- | ------- | ------- | ------- | ------------ | ------------ | ------------ | ------------ | ------------ | ------------ | ------ | ------ | ------ | ------ | ------ | ------ |
| Stagione regolare | .600      | 5       | 3       | 0       | 2       | 157     | 133     | 5            | 3            | 0            | 2            | 193          | 164          | 10     | 6      | 0      | 4      | 350    | 297    |
| Playoff           | .500      | 0       | 0       | 0       | 0       | 0       | 0       | 2            | 1            | 0            | 1            | 36           | 48           | 2      | 1      | 0      | 1      | 36     | 48     |
| Totale            | .583      | 5       | 3       | 0       | 2       | 157     | 133     | 5            | 5            | 0            | 0            | 229          | 212          | 12     | 7      | 0      | 5      | 386    | 345    |